# II mar delle blatte e altre storie
(Luigi Matt)
Il mar delle blatte e altre storie è la seconda raccolta di racconti pubblicata da Tommaso Landolfi nel 1939, in 555 copie per le Edizioni della Cometa di Roma.
È stata successivamente ristampata da Vallecchi nel 1942 all'interno del volume La spada, quindi in "Racconti" nel 1961; in seguito da Rizzoli nel 1975.

## Racconti

### Il Mar delle Blatte
Il racconto inizia con atmosfera di quotidiano realismo: l'avvocato sessantenne Coracaglina sta rincasando ed è preoccupato per il figlio Roberto, giovane «alquanto perdigiorno e incapace di farsi una posizione»; questa preoccupazione non gli impedisce di guardare «con occhi sbrigliati e penetranti le belle donne».
Padre e figlio s'incontrano per strada. Col consueto colpo di scena landolfiano, Roberto mostra al padre una ferita profonda e sanguinante all'avambraccio; ne sorride, e dalla ferita estrae alcuni oggetti e un «vermiciattolo azzurro e diafano», che scaccia. Roberto trascina il padre al porto, dove una nave sta per salpare e sulla quale salgono. Ad ognuno dei marinai è consegnato uno degli oggetti tratti dalla ferita (in seguito ciascuno sarà chiamato col nome dell'oggetto consegnatogli). Il viaggio ha inizio dopo che due uomini hanno sospinto brutalmente sulla nave una ragazza, Lucrezia.
Roberto assume il comando della nave come "Gran Grovio" e  "Alto variago", e ha una dura discussione con Lucrezia, che è stata legata; Lucrezia dichiara che suo padre, il "senatore Gliuvotto", verrà a salvarla, ma il Variago si prende gioco delle sue speranze. La ragazza, vergine, perde in continuazione latte dai seni, finché non vengono portati due serpenti che, succhiando, la liberano del latte in eccesso.
Per accenni, si scopre a poco a poco che Roberto-Alto Variago è innamorato di Lucrezia, mentre quest'ultima ama invece il vermiciattolo azzurro: «Io ho sempre davanti ai miei occhi un trasparente azzurro, un tenue azzurro luminoso». Roberto dichiara poi che attraverseranno il Mar delle Blatte, un mare dove nessuno è mai stato, diretti ad una misteriosa isola. Lucrezia afferma che le blatte non le fanno schifo, ma «il tremito del mento tradiva, nella fanciulla, una violenta emozione».
Il racconto è condito da battute e discorsi dei marinai che, demenziali, stupidi, volgari od osceni, contrastano con la drammaticità della situazione. Perfino Lucrezia, ad un certo punto, canta una canzone scurrile.
Roberto scopre che il verme azzurro è salito sulla nave, nascondendosi nei pantaloni del padre; è imprigionato sotto un bicchiere. La nave giunge al Mar delle Blatte; il verme fugge e «ergendo fieramente il piccolo capo» sfida Roberto: «Fa' che Lucrezia stessa possa scegliere; ella apparterrà a chi di noi due saprà meglio amarla. Accetti?»
Dapprima l'Alto Variago rifiuta la sfida, ma di fronte al disprezzo della ciurma e di Lucrezia, è costretto ad accettare. Landolfi regala una dettagliatissima descrizione della gara amorosa di Lucrezia con Roberto e, successivamente, col verme, che vince nettamente. Roberto non tiene fede ai patti, ed anziché liberare Lucrezia schiaccia il verme sotto i piedi. Durante la tenzone amorosa la nave è entrata nel temutissimo Mar delle Blatte. Alcuni insetti vi salgono.
I marinai, senza più alcuna fiducia nel loro capo, si ammutinano, e uno di loro, per giunta, uccide una blatta, suscitando l'ira delle altre blatte, che sommergono la nave e uccidono gran parte dell'equipaggio.
Con un colpo di scena, Landolfi decide per uno zuccheroso lieto fine: i contrasti si risolvono d'incanto.

### Altri racconti
- Da: «L'Astronomia esposta al popolo». Nozioni d'astronomia sideronebulare
- Notte di nozze
- Ragazze di provincia
- Il sogno dell'impiegato
- Il racconto del lupo mannaro
- Teatrino
  - La farfalla strappata
  - La tempesta
  - Il dente di cera
  - La matematica non è un'opinione, niente è un'opinione
  - Asfu
- Favola

## Edizioni
- Roma, Edizioni della Cometa, 1939 (tiratura limitata).
- in La spada, Firenze, Vallecchi, 1942.
- in Racconti, Firenze, Vallecchi, 1961.
- in Opere, I (1937-1959), a cura di Idolina Landolfi, con introduzione di Carlo Bo, Milano, Rizzoli, 1991. ISBN 8817663948

## Versione a fumetti di Filippo Scozzari
Filippo Scozzari ha realizzato una versione a fumetti del racconto che dà il titolo al volume. Uscì in quattro puntate sul mensile Frigidaire, fu pubblicata in albo in Francia, presso Albin Michel, col titolo fuorviante Un Amant pour Lucrezia, e Landolfi non citato per non pagare diritti. Svariati anni dopo fu ripubblicata a puntate anche dal mensile Blue, Coniglio Editore, Roma. 
È stato poi rieditato nel 2021 in albo singolo dalla Coconino Press di Roma.